# IRAS 12116-6001
IRAS 12116-6001 är en reflektionsnebulosa i stjärnbilden Södra korset.